# Шмидекнехт, Отто
Отто Шмидекнехт (англ. Otto Schmiedeknecht; 1847—1936) — немецкий энтомолог.

## Биография
Отто Шмидекнехт родился 8 сентября 1847 года в городе Бад-Бланкенбурге. В 1868—1871 гг. изучал естественные науки и филологию; в Геттингенском университете.
В качестве добровольца принял участие во Франко-прусской войне, затем был преподавателем в Гумперде. 
В 1877 году Шмидекнехт получил докторскую степень в Йенском университете с диссертацией о шмелях. 
В 1888 году он занялся изучением исключительно перепончатокрылых насекомых и стал путешествовать с научной целью: в 1881 и 1889 году был на острове Корфу, в 1883 году — в Испании и на Балеарских островах, в 1895 году — в Алжире, в 1897 году — в Тунисе, в 1898 и 1900 году — в Египте, Палестине и Сирии, в 1901 году — в Греции и в 1902 году — на острове Ява. 
Работы Шмидекнехта касаются преимущественно систематики наездников. Среди них наиболее известны следующие труды учёного: «Monographie der in Thüringen vorkommenden Arten der Hymenopterengattung Bombus» («Jenaische Ztschr.», 1878); «Apidae Europae per genera, species et varietates dispositae atque descriptae» (Берлин, 1882—86); «Die palaearctischen Gattungen und Arten der Ichneumoniden-Tribus der Lissonotinen» (Йена, 1900;) «Monographie der Anomalinen» («Zeitschr. für wiss. Hymenopterol.», 1902). 
Шмидекнехту была поручена обработка наездников в издании «Das Thierreich»; подготовительные работы для этой крупной монографии издаются под заглавием «Opuscula Ichneumonologica».
Отто Шмидекнехт умер 11 февраля 1936 года в родном городе, почетным гражданином которого он стал в 1927 году.